# Смоленец (Псковская область)
Смоленец — деревня в восточной части Порховского района Псковской области. Входит в состав сельского поселения «Полонская волость».
Расположена в 4 км к северу от города Порхов и в 7 км к северо-западу от волостного центра Полоное.
Численность населения составляет 12 жителей (2000 год).